# Municipalitatea Myki

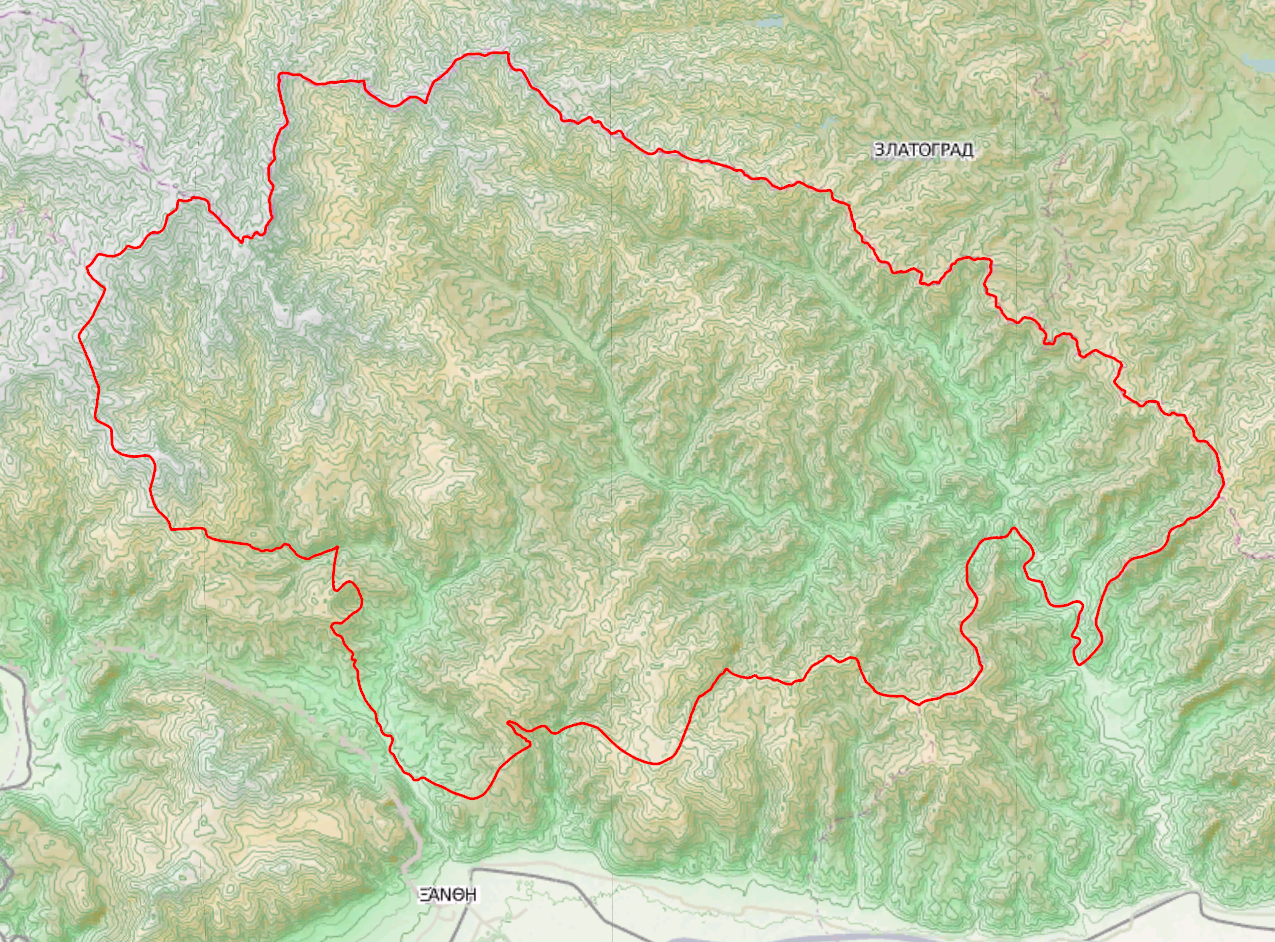
Harta topografică a municipalității Myki

Municipalitatea Myki (în greacă Μύκη, în bulgară Мустафчово, transliterat: Mustafciovo, în turcă Mustafçova) este o municipalitate din Prefectura Xanthi din Regiunea Macedonia de Est și Tracia care a fost înființată în 2011 cu Programul „Kallikratis”. A luat naștere din fuziunea orașului preexistent Myki și a fostelor comunități Satra, Kotyli și Thermi.
Suprafața municipalității este de 633,3 km2 iar populația sa permanentă se ridică la 14.237 de locuitori conform recensământului din 2021 de către EL. STAT. Reședința municipalității este Sminthi în timp ce orașele municipalității sunt Echinos, Kentavros și Melivoia. Zona este caracterizată de procentul mare de locuitori care sunt pomaci.